# Michelangelo Tilli

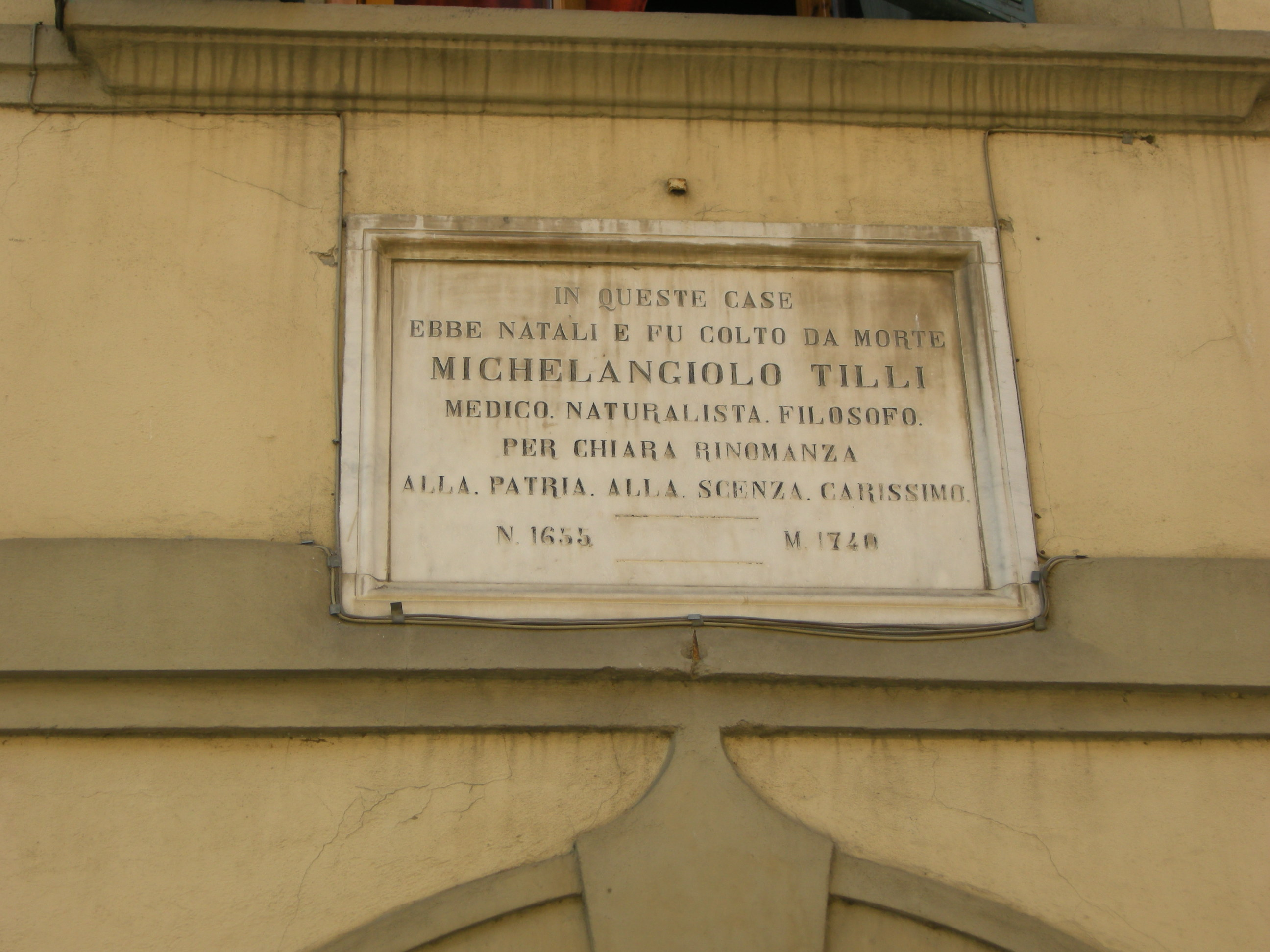
Targa sulla casa di Michelangelo Tilli a Castelfiorentino

Michelangelo Tilli (Castelfiorentino, 8 agosto 1655 – Pisa, 13 marzo 1740) è stato un medico e botanico italiano.

## Biografia
Michelangelo Tilli nacque a Castelfiorentino da Desiderio Tilli e Lucrezia Salvadori. Compiuti i primi studi nella città natale, si recò a Pisa nel 1672 per frequentare quella celebre università. Allievo di Alessandro Marchetti, di Lorenzo Bellini e di Pietro Nati si laureò brillantemente in Medicina e Filosofia nel 1677, trasferendosi successivamente a Firenze. Nella capitale del Granducato il giovane medico ebbe modo di frequentare gli ambienti più disparati e di stringere un solido rapporto di amicizia con l'archiatra di corte Francesco Redi.
La stima che Redi subito nutrì per il giovane collega fu determinante per l'inizio di una straordinaria carriera. Su suggerimento dello stesso Redi, Tilli ottenne infatti, nel 1681, l'incarico di sovrintendente al servizio sanitario nella flotta dei Cavalieri di Santo Stefano e, a bordo delle navi medicee, ebbe modo di visitare le isole Baleari compiendo numerose osservazioni scientifiche.
La sua capacità, la sua dedizione, il suo zelo professionale furono subito notati e quando, nel 1683, il Sultano ottomano Solimano II fece pervenire al Granduca Cosimo III de' Medici, tramite l'ambasciatore della Repubblica di Venezia Giovan Battista Donà, la singolare richiesta del sollecito invio di un medico per curare suo genero Mussahib Pascià, che non riusciva a ristabilirsi dopo una grave caduta da cavallo, Redi non ebbe esitazioni nel suggerire di nuovo il nome di Michelangelo Tilli.
Tilli partì con entusiasmo alla volta della corte ottomana, accompagnato dal chirurgo Pier Francesco Pasquali e, con circostanziate lettere, informò Redi del viaggio e dell'accoglienza ricevuta. La missione non aveva, chiaramente, solo fini terapeutici. La corte toscana desiderava conoscere ogni aspetto della realtà turca ed in particolare gli orientamenti in politica estera del Sultano. Tilli offrì una straordinaria opportunità di penetrazione nel chiuso mondo di Costantinopoli e ricevette l'incarico di osservare e riferire con meticolosità.
Tornato in Toscana, nel 1685, Tilli fu nominato Professore di Botanica nello Studio Pisano e direttore dell'Orto botanico, fondato da Luca Ghini nel lontano 1544. Si trasferì a Pisa prendendo a livello dal Convento di San Matteo il Palazzo Bianco sul lungarno. Tilli morì a Pisa il 13 marzo 1740 a 84 anni di età. Fu tra i primi in Italia ad utilizzare le serre per le piante, rendendo possibili le coltivazioni dell'ananas e del caffè.

## Opere
- M.A. Tilli, Catalogus Plantarum Horti Pisani, Florentiae, Typis Regiae Celsitudinis. Apud Tartinium & Franchium, 1723.